# Power Macintosh 6100

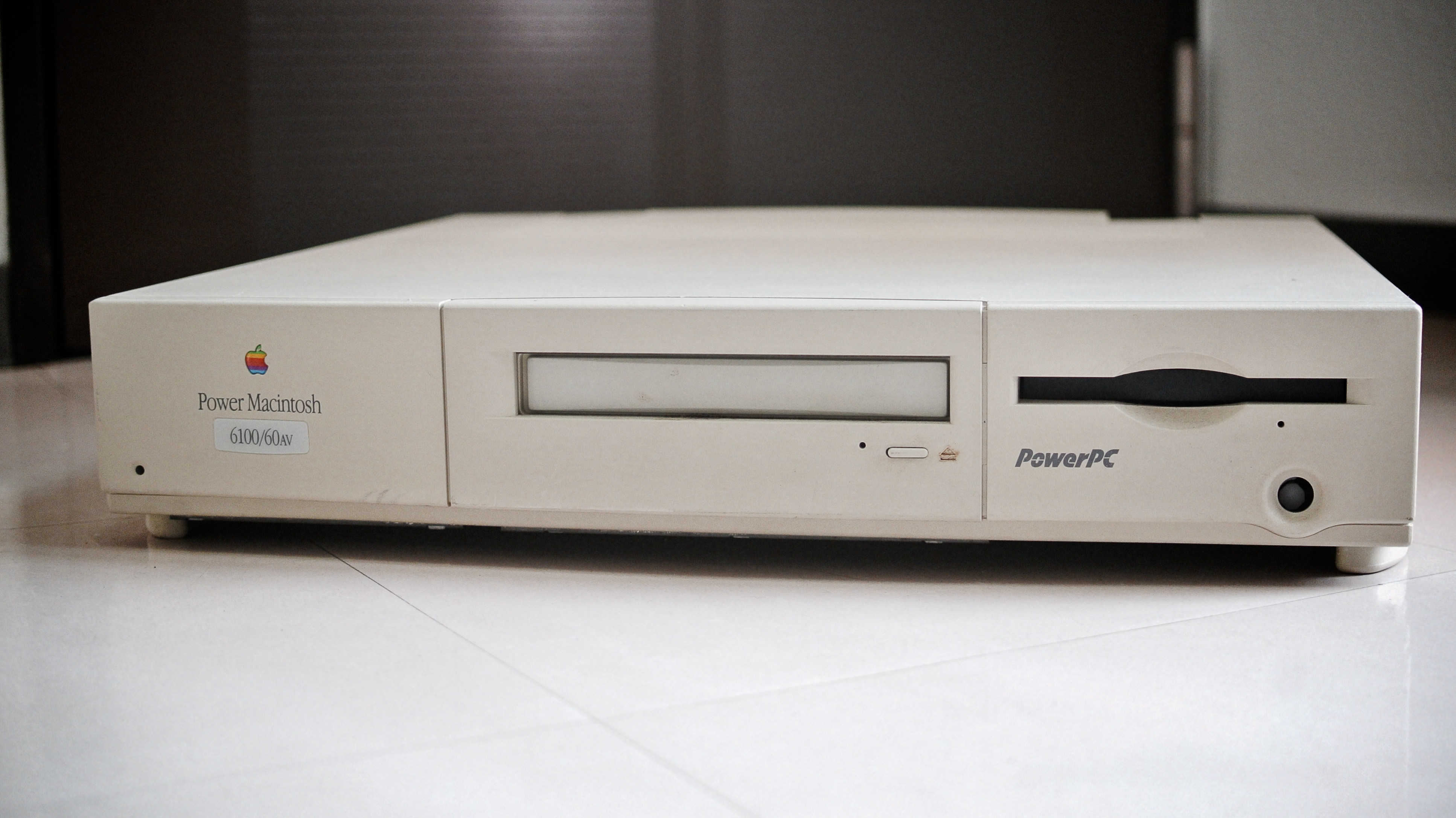
Power Macintosh 6100/60AV

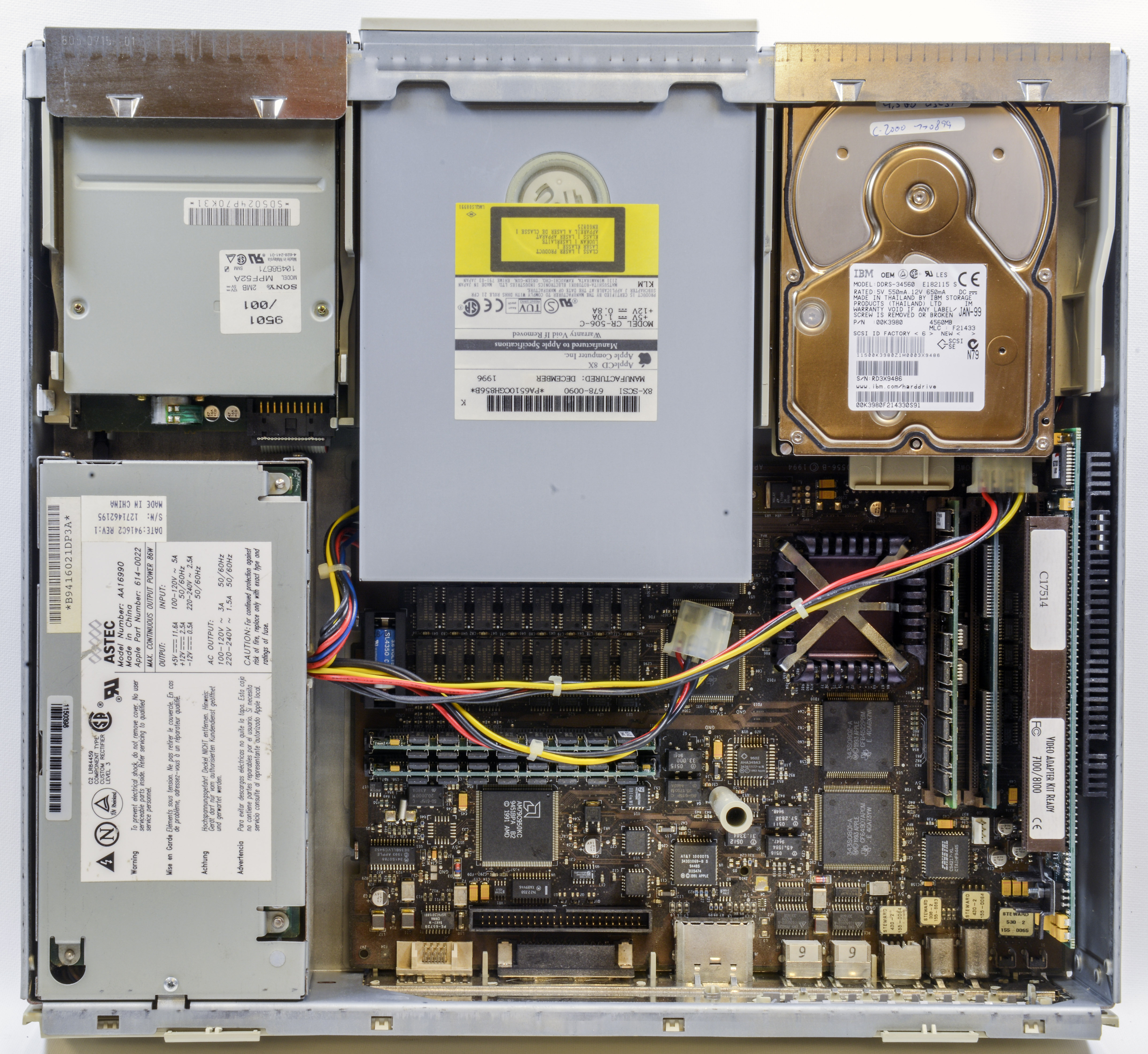
Innenansicht des Power Macintosh 6100/66

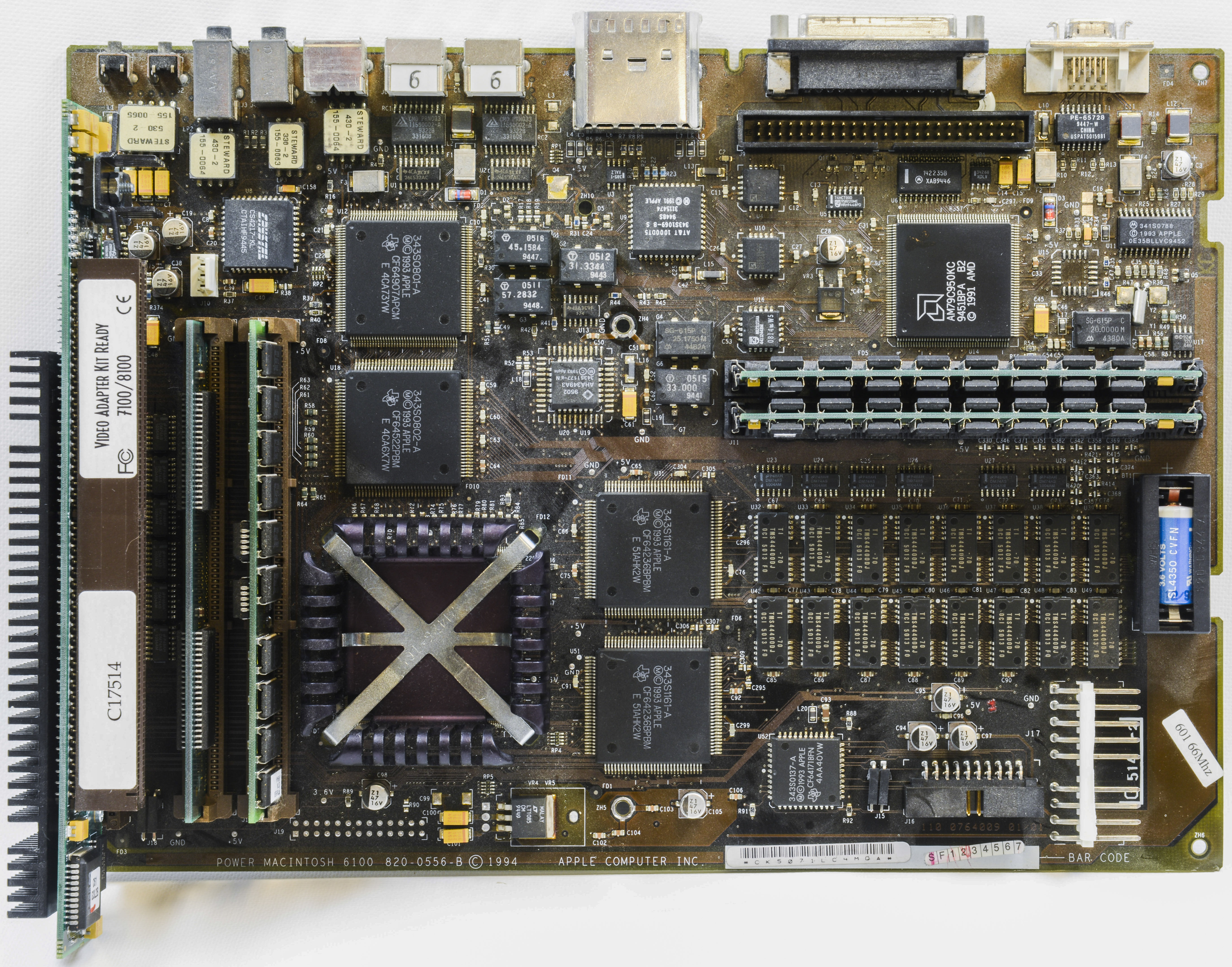
Hauptplatine des Power Macintosh 6100/66

Der Power Macintosh 6100 wurde im Zeitraum von März 1994 bis Oktober 1995 von der Firma Apple Computer verkauft. Zusammen mit dem Power Macintosh 7100 und dem Top-Modell Power Macintosh 8100 wurde er in den Markt eingeführt.
Der Rechner wurde mit dem Prozessor PowerPC 601 von Motorola ausgeliefert. Für den Speicher waren 2 Bänke mit 72-Pin-SIMMs vorgesehen. Der Speicherausbau war bis max. 72 MB möglich (8 MB aufgelötet). Als Komponenten waren eingebaut: 1,44-MB-Diskettenlaufwerk, Festplatte, 1 NuBus- bzw. PDS-Slot, Tonausgang, 2 serielle Schnittstellen. Der Power Macintosh 6100 wurde mit System 7.1.2 bzw. 7.5 (klassisches Mac OS) ausgeliefert.
Der Power Mac 6100/60 war mit einem Preis von unter 5.000 DM (nach heutiger Kaufkraft daher weniger als 4.290 Euro) das Einstiegsmodell der ersten Macintosh-Computer nach der Umstellung der Befehlssatzarchitektur von Motorola 68000 („68K“) auf PowerPC. Die beiden besseren und teureren Modelle waren der Power Macintosh 7100/66 und der Power Macintosh 8100/80.
Die letzte Version von Mac OS, die auf dem Power Mac 6100 läuft, ist Mac OS 9.1.

## Systemprofile
Apple Power Macintosh 6100/60 (flaches Gehäuse)
- Bauzeit: März 1994 bis Januar 1995
- Hauptprozessor: Motorola PPC 601
- Massenspeicher: SCSI-Festplatte; 3,5″-Laufwerk für 1,44-MB-Disketten
- Level-II-Cache: wahlweise 256 KByte
- Busrate: 30 MHz; Taktrate: 60 MHz (nach Umbau max. 100 MHz)
- Max. Arbeitsspeicher: 72 MB (2 × 72-polige SIMM-Speicherbänke)
- Hauptspeicher: 8 MB
- ROM-Größe: 4 MB
- Grafikspeicher: 1024 KB (auf 2 MB aufrüstbar)
- Grafikauflösung: max. 1024 × 768 Pixel, bei 640 × 480 Pixel max. 16 bit Farbtiefe

Apple Power Macintosh 6100/60 AV (flaches Gehäuse)
- Bauzeit: März 1994 bis September 1994
- Hauptprozessor: Motorola PPC 601
- Massenspeicher: SCSI-Festplatte; 3,5″-Laufwerk für 1,44-MB-Disketten
- Level-II-Cache: wahlweise 256 KB
- Busrate: 30 MHz; Taktrate: 60 MHz (nach Umbau max. 100 MHz)
- Max. Arbeitsspeicher: 72 MB (2 × 72-polige SIMM-Speicherbänke)
- Hauptspeicher: 8 MB
- ROM-Größe: 4 MB
- Grafikspeicher: 2 MB
- Grafikauflösung: max. 1024 × 768 Pixel, bei 640 × 480 Pixel max. 16 bit Farbtiefe

Apple Power Macintosh 6100/66 (Nachfolger des Apple Power Macintosh 6100/60, flaches Gehäuse)
- Bauzeit: Januar 1995 bis Oktober 1995
- Hauptprozessor: Motorola PPC 601
- Massenspeicher: SCSI-Festplatte; 3,5″-Laufwerk für 1,44-MB-Disketten
- Level-II-Cache: wahlweise 256 KB
- Busrate: 33 MHz; Taktrate: 66 MHz (nach Umbau max. 100 MHz)
- Max. Arbeitsspeicher: 72 MB (2 × 72-polige SIMM-Speicherbänke)
- Hauptspeicher: 8 MB
- ROM-Größe: 4 MB
- Grafikspeicher: 1024 KB (auf 2 MB aufrüstbar)
- Grafikauflösung: max. 1024 × 768 Pixel, bei 640 × 480 Pixel max. 16 bit Farbtiefe

Apple Power Macintosh 6100/66 AV (Nachfolger des Apple Power Macintosh 6100/60 AV, flaches Gehäuse)
- Bauzeit: Januar 1995 bis April 1995
- Hauptprozessor: Motorola PPC 601
- Massenspeicher: SCSI-Festplatte; 3,5″-Laufwerk für 1,44-MB-Disketten
- Level-II-Cache: 256 KB
- Busrate: 33 MHz; Taktrate: 66 MHz (nach Umbau max. 100 MHz)
- Max. Arbeitsspeicher: 72 MB (2 × 72-polige SIMM-Speicherbänke)
- Hauptspeicher: 8 MB
- ROM-Größe: 4 MB
- Grafikspeicher: 2048 KB
- Grafikauflösung: max. 1024 × 768 Pixel, bei 640 × 480 Pixel max. 16 bit Farbtiefe

Apple Power Macintosh 6100/66 DOS-Compatible (erster Power Macintosh mit einer Karte für DOS-Kompatibilität)
- Bauzeit: Januar 1995 bis Oktober 1995
- Hauptprozessor: Motorola PPC 601 sowie 80486-SX (Intel-kompatibel)
- Massenspeicher: SCSI-Festplatte; 3,5″-Laufwerk für 1,44-MB-Disketten
- Level-II-Cache: 256 KB
- Busrate: 33 MHz; Taktrate: 66 MHz
- Max. Arbeitsspeicher: 72 MB (2 × 72-polige SIMM-Speicherbänke)
- Hauptspeicher: 8 MB
- ROM-Größe: 4 MB
- Grafikspeicher: 1024 KB (auf 2 MB aufrüstbar)
- Grafikauflösung: max. 1024 × 768 Pixel, bei 640 × 480 Pixel max. 16 bit Farbtiefe